# Hélio Hermito Zampier Neto
Helio Hermito Zampier Neto (Río de Janeiro, 16 de agosto de 1985), más conocido como Neto, es un exfutbolista brasileño que jugaba como defensa central para el Chapecoense de Brasil. Es uno de los 6 sobrevivientes de la tragedia del vuelo 2933 de LaMia.

## Carrera

### Inicio
Neto comenzó su carrera como jugador profesional por el Vasco en 2005. Después defendió los equipos de Paraná, Francisco Beltrán, Cianorte, Guarani y Metropolitano.

### Guaraní
Neto fue uno de los destacados del Guaraní en la campaña del subcampeonato en la liga nacional de 2012 y llamó la atención de clubes como Santos e Internacional.

### Santos
En noviembre de 2012, fue anunciado como nuevo jugador del Santos para la temporada de 2013, Neto no fue antes al club de la bajada, por la divergencia de valores y una lesión del deportista. En el Santos, Neto estuvo hasta diciembre de 2014 cuando no fue renovado su contrato.

### Chapecoense
El 12 de febrero de 2015, fue anunciado como nuevo jugador de Chapecoense, donde permanecería hasta el día de su retirada deportiva en 2019.

## Accidente del vuelo 2933 de LaMia
Neto es uno de los sobrevivientes del accidente del vuelo 2933 de LaMia, ocurrido el día 28 de noviembre de 2016. La aeronave transportaba al equipo del Chapecoense a Medellín, donde disputaría el partido de ida de la final de la Copa Sudamericana de 2016. Además del equipo de Chapecoense, la aeronave también llevaba a 21 periodistas brasileños que cubrirían el partido contra el Atlético Nacional.

## Palmarés

### Campeonatos regionales
| Título                 | Club        | País           | Año  |
| ---------------------- | ----------- | -------------- | ---- |
| Campeonato Paranaense  | Paraná      | Paraná         | 2006 |
| Campeonato Catarinense | Chapecoense | Santa Catarina | 2016 |
| Campeonato Catarinense | Chapecoense | Santa Catarina | 2017 |

### Campeonatos internacionales
| Título            | Equipo      | País   | Año  |
| ----------------- | ----------- | ------ | ---- |
| Copa Sudamericana | Chapecoense | Brasil | 2016 |